# Industrija mašina i traktora
Industrija mašina i traktora A. D. (kurz IMT) war ein bedeutender Landmaschinenhersteller mit Sitz in Belgrad, Serbien. Das Unternehmen hatte eine langjährige Geschichte und spielte vor allem in Südosteuropa eine wichtige Rolle in der Herstellung von Traktoren und landwirtschaftlichen Maschinen. Nach dem Konkurs im Jahre 2015 übernahm das indische Unternehmen Tractors and Farm Equipment (kurz TAFE) IMT und führt seither die Produktion unter eigener Regie weiter.

## Geschichte
Die Geschichte von IMT reicht bis in das Jahr 1947 zurück, als in Belgrad die Zentralgießerei gegründet wurde. 1949 erfolgte eine Zusammenführung der Zentralgießerei mit einigen lokalen Unternehmen und 1954 die Umbenennung in Industrija traktora i mašina (ITM).
Ein bedeutender Schritt in der Unternehmensgeschichte ereignete sich im Jahr 1955, als das Unternehmen von Massey Ferguson eine Lizenz zum Nachbau der Traktoren erwarb. Diese Zusammenarbeit ermöglichte es ITM, hochwertige Traktoren herzustellen und sie hauptsächlich in osteuropäische Länder zu exportieren, aber auch nach Kasachstan, Ecuador und Südafrika.
Die erste große Umstrukturierung der Fabrik erfolgte im Jahr 1959, wobei Produktionskapazitäten geschaffen wurden, um 4000 Traktoren pro Jahr herzustellen. Ab dem Jahr 1964 entwickelte und baute ITM auch eigene Traktoren. Diese Modelle trugen maßgeblich zur Expansion des Unternehmens bei. Infolgedessen erfolgte 1965 die Umbenennung des Unternehmens in Industrija mašina i traktora (IMT).
Die 1980er Jahre markierten eine Blütezeit für IMT, in der das Unternehmen seine bisher höchste Jahresproduktion von Traktoren und anderen Maschinen erreichte. Nach eigenen Angaben lag die Jahresproduktion 1988 bei einem Höchstwert von 42.000 Traktoren. In den folgenden Jahren ergaben sich aufgrund der geopolitischen Umbrüchen jedoch zahlreiche Veränderungen und Herausforderungen für das Unternehmen und es kam zu einem Einbruch der Absatzzahlen. Trotz aller Anstrengungen sich anzupassen, konnte IMT das Ansammeln von Schulden daraufhin nicht verhindern. Die Jahresproduktion von Traktoren lag 2013 nur noch bei knapp 500 Stück. Im Jahr 2015 musste IMT schließlich Konkurs anmelden. Tractors and Farm Equipment (TAFE) aus Indien übernahm IMT 2018 und integrierte es als eigene Marke im Unternehmen.

## Produkte

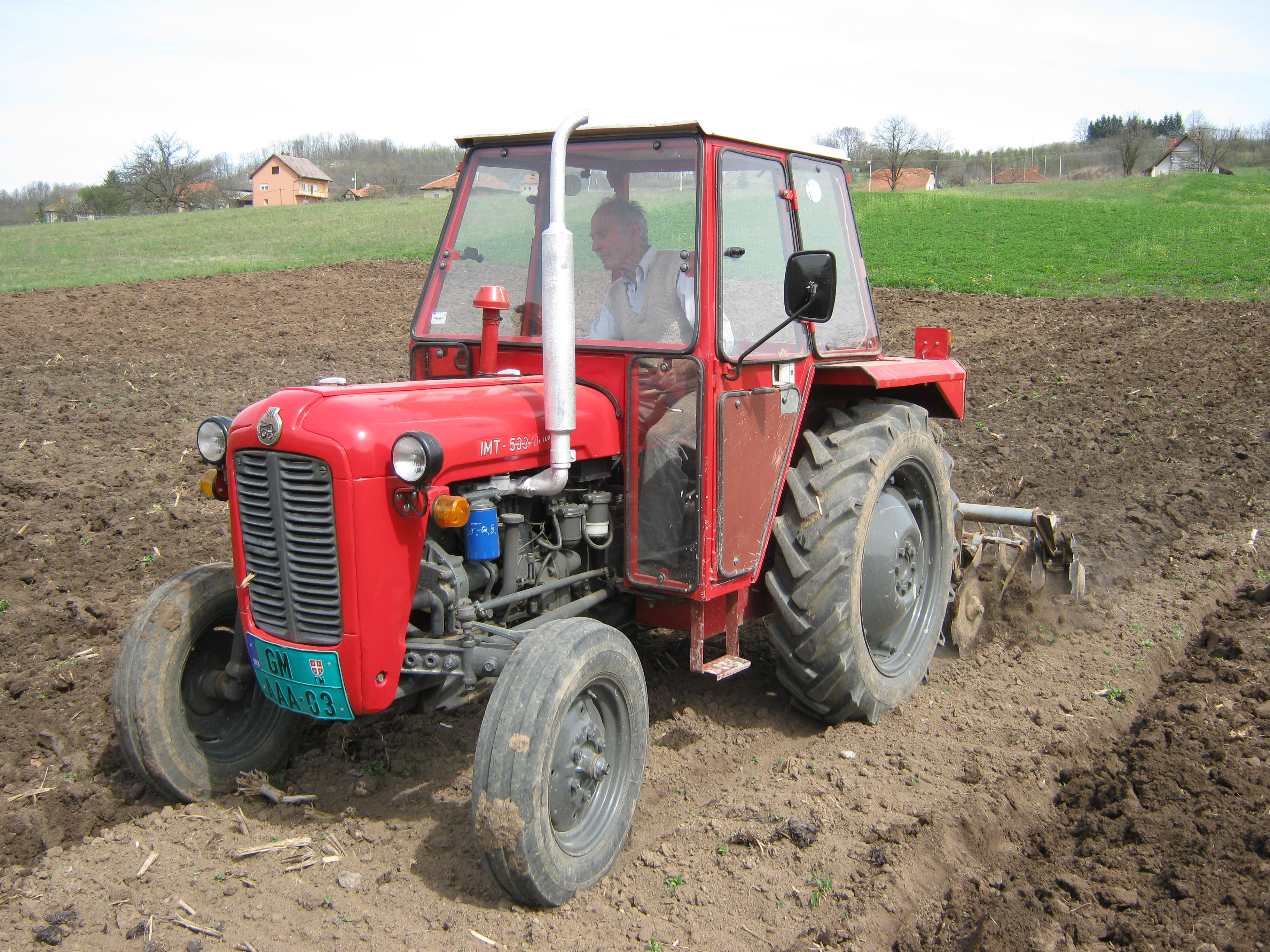
IMT 533 (gebaut 1959 bis 1988)

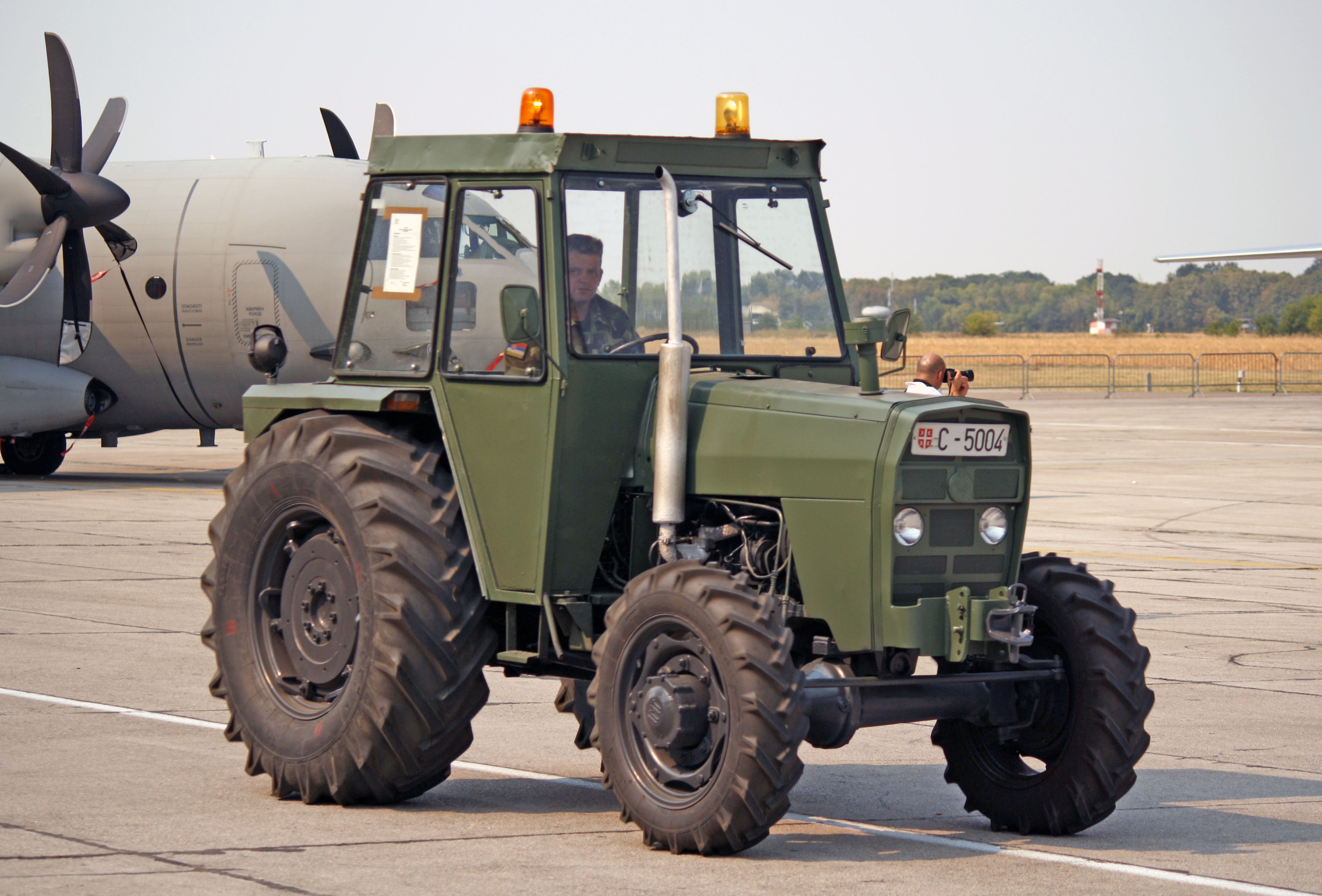
IMT 577

Das Unternehmen baute sowohl Traktoren in allen Leistungsklassen als auch Anbaugeräte wie Pflüge, Pflanzmaschinen und Grubber. Nachfolgende Auflistung gibt einen Überblick über die hergestellten Traktormodelle:
- IMT 533, 539, 539P
- IMT 540, 542, 545, 547, 549, 550
- IMT 551, 555, 558
- IMT 560, 565, 569
- IMT 575, 576, 577, 578, 579, 585
- IMT 5100, 5130, 5133, 5135, 5170, 5210
- IMT 5160, 5200, 5220, 5270, 5360, 5500
- IMT 2050, 2065, 2070, 2090